# Acampada

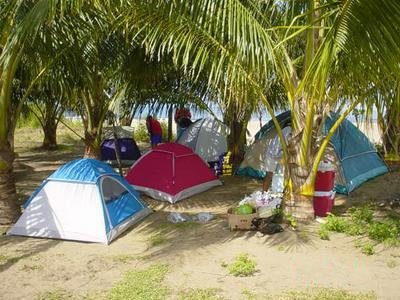
Acampada, las tiendas de campaña o "carpas" que se observan en la foto son las del tipo "iglú" muy comunes desde los 1980.

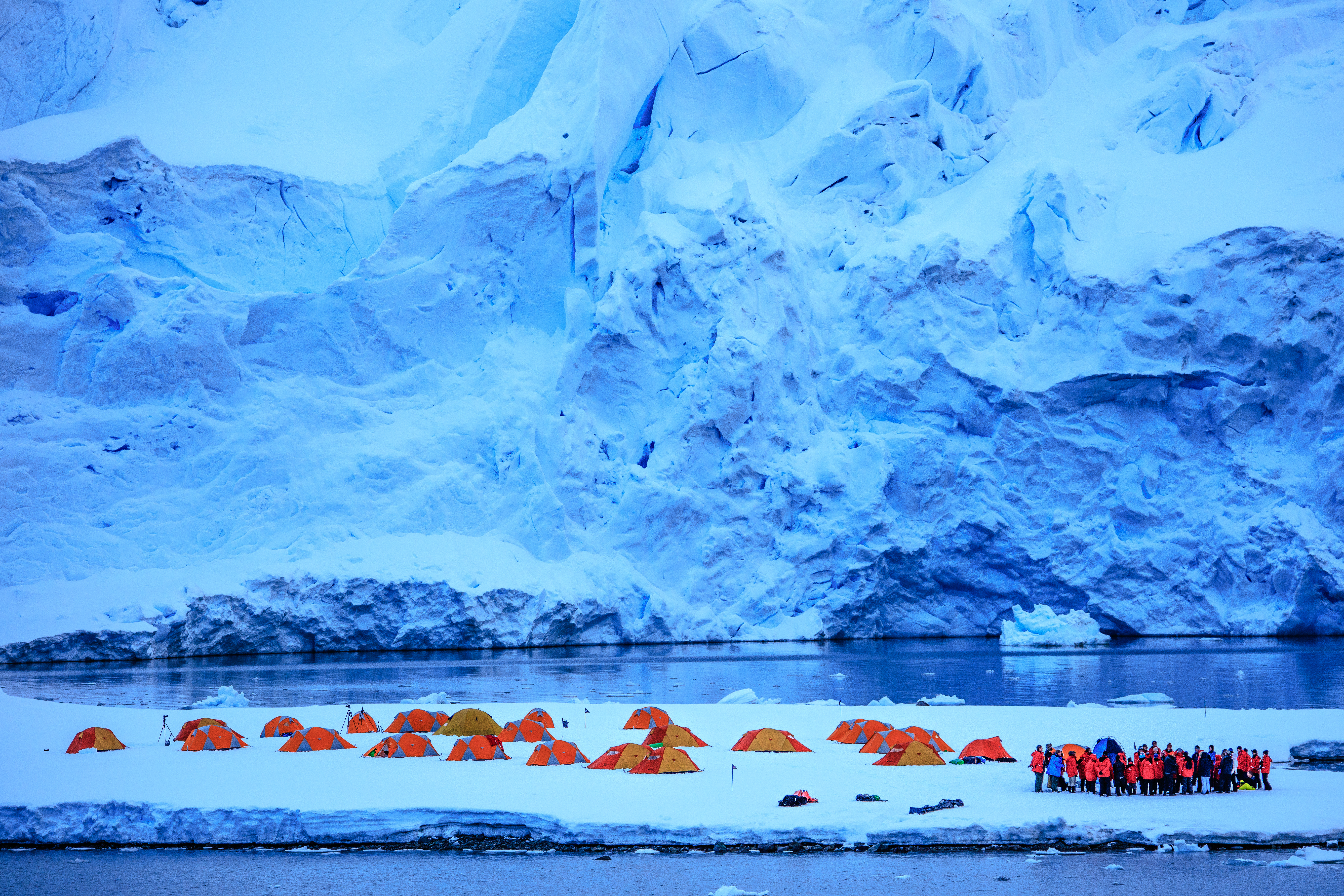
Camping en Base Brown, Antártida.

Acampada, campismo, campamento o el anglicismo camping hacen referencia a la actividad humana que consiste en colocar una vivienda temporal, ya sea portátil o improvisada, en un lugar con el fin de habitarla. También se denomina así al lugar físico donde se realiza esta actividad.
Existen acampadas con muchos fines, lugares, medios, tamaños y duración. Así se tienen los fines de recreación, vivienda, refugio, militar, protesta o educativo. Entre los de refugio se encuentran los campamentos para víctimas de desastre natural, desplazados políticos, entre otros. Por su naturaleza portátil y temporal puede acamparse en cualquier lugar, siendo comunes los campamentos en la plaza pública de una ciudad, en la calle, en el campo, playas o bosques, así como en montañas y áreas silvestres. Como medios de campamento tenemos cualquier tipo de material que permita improvisar un refugio: polietileno, láminas o hules, casas de campaña especialmente diseñadas para acampar. En cuanto al tamaño, puede ir desde la acampada individual hasta los campamentos de refugiados de cientos o miles de personas. La duración de un campamento depende de sus finalidades, pudiendo variar desde unas cuantas horas hasta muchos meses. Si el campamento dura solo unas cuantas horas, a una cierta altura y en el mismo se pernocta al raso, se trata de un vivac.

## Campamento recreativo
Acampar o hacer camping  es una de las actividades más populares de contacto con la naturaleza en el período estival. Conocida también como campismo, en su forma más típica esta actividad se realiza al aire libre, pernoctando una o más noches en una tienda de campaña, carpa o caravana, con el fin de disfrutar de la naturaleza o como parte de un recorrido o excursión. Existen lugares habilitados para ello, conocidos como campings, cámpines o campamentos de turismo, aunque también es posible practicar la acampada libre, si bien esta última está prohibida en muchos lugares. Las acampadas suelen realizarse en sitios como un parque, una zona ecológica, la playa, un cerro o montaña, sobre nieve, en un bosque, una selva o incluso dentro de una gruta.
La acampada es vista como una actividad de aventura y aprendizaje. Actividades cotidianas como alimentarse, dormir o dar curso a las necesidades fisiológicas necesitan elementos auxiliares no disponibles en la naturaleza virgen. Carecer de muchos de estos elementos tecnológicos puede ser para muchos un estímulo para agudizar el ingenio y la destreza con el fin de vivir unos días por uno mismo. También se debe llevar ropa de abrigo para la noche, ya que no hay calefacción.

### Establecimientos de acampada ocampings
Son instalaciones permanentes con un área donde los campistas pueden colocar su tienda o caravana y disfrutar de ciertos servicios como agua potable, baños, electricidad, etc. Normalmente se paga una cuota por cada día de estancia.

### Campamento religioso

#### Cristianismo

##### Cristianismo evangélico

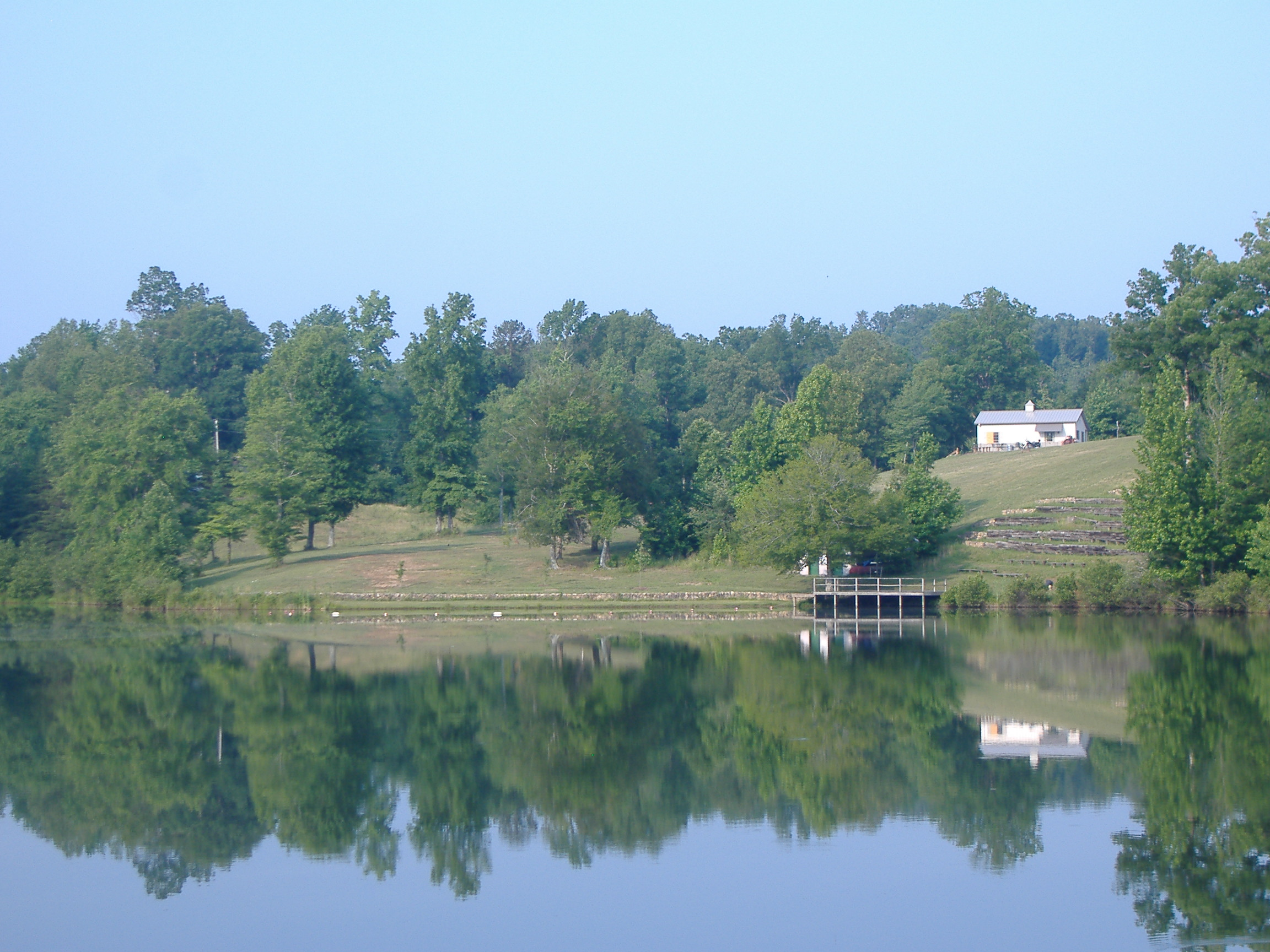
Camp Agape en Benton (Tennessee), Estados Unidos.

En el cristianismo evangélico, acampar para un retiro espiritual fue alentado por el desarrollo de campamentos en el siglo XIX con el fin de promover la renovación espiritual, lejos de la ciudad y en la naturaleza.  Estos campamentos fueron una oportunidad para orar, cantar y escuchar sermones durante varios días.
Varias asociaciones eclesiásticas también han establecido campamentos o centros de convenciones en lugares aislados, que ofrecen momentos de retiro para niños y adultos. 

### Campamentos juveniles
Algunas acampadas, conocidas comúnmente como campamentos juveniles o campamentos de verano, son organizadas por instituciones públicas o empresas privadas para la participación de jóvenes de 8 hasta 18 años aproximadamente. Estos campamentos cuentan con un programa de actividades de tipo deportivo, social, lúdico y/o educativo, dirigidas por un equipo de monitores.
Los campamentos juveniles están destinados a contribuir, dentro de una experiencia divertida y memorable para los jóvenes, a su desarrollo físico y mental, así como al fomento de valores fundamentales como el respeto, la amistad, la tolerancia o el compañerismo, entre otros. 
La oferta de campamentos juveniles de verano es amplia, se pueden encontrar campamentos muy variados. Existen campamentos musicales, de baile, de idiomas, de equitación... entre muchos otros. Además, se pueden realizar campamentos de verano en el extranjero para que la experiencia educativa y sobre todo del idioma sea más enriquecedora para los jóvenes.  

### Relación con el excursionismo
El campismo puede tener relación con el excursionismo, puesto que en el campismo se pueden incluir excursiones, sobre todo las que requieren pernoctar en un medio natural. Esta interacción se da en dos formas, dependiendo de qué actividad sea la principal. Si el objetivo de la actividad es realizar una travesía que implique pernoctar en el medio natural, entonces requerirá acampar, que se volverá una actividad complementaria del excursionismo. Si, por el contrario, se organiza un campamento en una determinada zona natural en la que se llega sobre todo en vehículos, y este se toma como base para actividades y excursiones por la zona, entonces el excursionismo pasa a ser una actividad complementaria del campamento. Así mismo existen excursiones sin campamento, denominadas de un día o jornada, y campamentos sin excursión en los que sólo se realizan actividades en ese lugar.